# Francisco Portela
Francisco Portela (Oeiras, 22 de julho de 1833 — Rio de Janeiro, 22 de dezembro de 1913) foi um médico e político brasileiro. Governador do estado do Rio de Janeiro entre 1889 e 1891.

## Biografia
Formou-se em medicina pela Faculdade da Corte e foi eleito vereador em Campos dos Goytacazes, onde havia fixado residência. Foi eleito membro da Academia Nacional de Medicina em 1859.
Foi deputado na Assembleia Legislativa provincial.
Quando da Proclamação da República, foi nomeado governador do Estado do Rio de Janeiro por decreto do marechal Deodoro da Fonseca, em novembro de 1889, tendo recebido este das mãos do então comandante da Força Policial, Francisco Silva. Também foi eleito como primeiro governador constitucional do Estado em 11 de maio de 1891, tendo como vice Artur Getúlio das Neves.

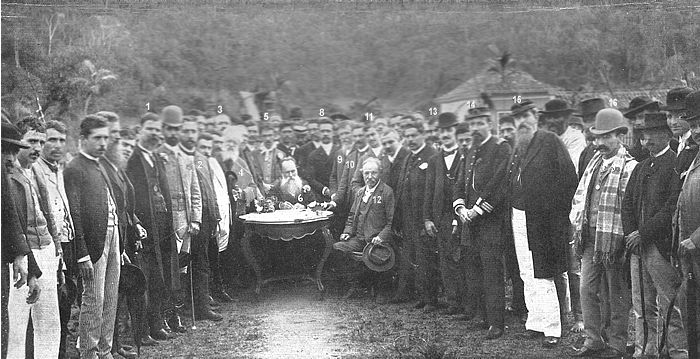
Governador Francisco Portela (6), quando da elevação de Teresópolis à condição de cidade.

Portela procurou transferir a capital estadual de Niterói para a cidade de Teresópolis, elaborando vários projetos e leis. Em 19 de maio de 1890, firmou um contrato absurdo com a empresa particular, pertencente ao Barão de Mesquita, garantindo-lhe juros para construção de uma estrada de ferro entre Niterói e Teresópolis, e inúmeros privilégios por 70 anos para exploração de todos os serviços públicos, neles compreendidos abastecimento de água, luz, esgotos, telégrafos, telefones, bondes, além do direito de desapropriações e outras vantagens, como a construção de edifícios públicos. Em 6 de outubro, um novo decreto de Portela transfere para Teresópolis a capital do estado do Rio de Janeiro.
No decorrer do governo de Francisco Portela a oposição ao seu governo se articulou. O conselheiro Paulino de Souza, filho do Visconde de Uruguai, e José Tomás da Porciúncula eram chefes do grupo de oposição ao então governador, e discordavam das medidas tomadas por ele, que favoreciam seu poder pessoal em detrimento da corrente republicana fluminense.
Após a dissolução do Congresso Nacional, em 3 de novembro de 1891, o marechal Deodoro perdeu apoio político e acabou por renunciar a presidência do país. Uma série de conflitos ocorre no estado do Rio de Janeiro, registrando-se mortes nas cidades de Campos dos Goytacazes e Sapucaia. Os revoltosos estabeleceram uma junta governativa na cidade de Paraíba do Sul. Sem auxílio federal, da mesma forma que Deodoro, um pouco depois, Portela renunciou ao governo fluminense em 10 de dezembro. Mesmo afastado do cargo, em dezembro de 1892 houve uma sublevação do corpo policial do estado, tendo sido novamente aclamado como governador pelos membros da guarda. Comandado pelo coronel Moreira César, o 7º Batalhão de Infantaria do Exército Brasileiro foi enviado a Niterói, os amotinados renderam-se, e o então governador, José Tomás de Porciúncula, reconduzido ao cargo, dissolveu a Força Pública.
Portela, foi ainda deputado federal, em 1909, e, em seguida, senador.

## Homenagens
Recebeu diferentes homenagens:
- Nome do distrito de Governador Portela, situado no município fluminense de Miguel Pereira.
- Nome de Portela, terceiro distrito do município de Itaocara, situado no noroeste fluminense.
- Escola municipal na cidade de Teresópolis, a Escola Municipal Governador Portela,
- Praça Governador Portela, na cidade de Bom Jesus do Itabapoana, no Noroeste Fluminense.
- Nome em diferentes ruas e praças públicas em várias cidades do estado do Rio de Janeiro.